# Karangaji
Karangaji is een bestuurslaag in het regentschap Japara van de provincie Midden-Java, Indonesië. Karangaji telt 4209 inwoners (volkstelling 2010).